# László Kovács (scacchista)
László Kovács (Békéscsaba, 5 ottobre 1938 – 13 ottobre 2000) è stato uno scacchista ungherese.
Ottenne il titolo di Maestro Internazionale nel 1965.

## Principali risultati
Nel 1968 vinse il torneo internazionale di Lublino.
Nel 1978 vinse la 20ª edizione (1977/78) del torneo di Capodanno di Reggio Emilia.